# Lebiażje 1-je
Lebiażje 1-je (ros. Лебяжье 1-е) – wieś (dieriewnia) w Rosji, w obwodzie kurgańskim, w rejonie lebiażjewskim. W 2010 liczyła 496 mieszkańców.